# Liparetrus rufipennis
Liparetrus rufipennis är en skalbaggsart som beskrevs av Macleay 1864. Liparetrus rufipennis ingår i släktet Liparetrus och familjen Melolonthidae. Inga underarter finns listade i Catalogue of Life.